# Die Fälle des Harry Fox
Die Fälle des Harry Fox (Originaltitel: Crazy Like a Fox) ist eine US-amerikanische Krimiserie, die zwischen 1984 und 1986 in den USA bei CBS ausgestrahlt wurde. Nach zwei Staffeln mit insgesamt 35 Episoden folgte 1987 noch der Fernsehfilm Der Schrecken von London (Still Crazy like a Fox), der das endgültige Ende der Serie bedeutete. In Deutschland erfolgte die Ausstrahlung ab 1987 im ZDF-Vorabendprogramm.
Für die Hauptrolle des Harry Fox erhielt Jack Warden zwei Emmy-Nominierungen.

## Handlung
Harry Fox senior arbeitet als Privatdetektiv in San Francisco, während sein Sohn Harrison Fox Jr. als Rechtsanwalt praktiziert. Der Senior benötigt des Öfteren die Hilfe seines Sohnes, so dass dieser wider Willen in die unmöglichsten Situationen hineingezogen wird und dem Vater beim Lösen derselben helfen muss.

## Hintergrund
Der Serie blieb der große Durchbruch versagt, sodass nach zwei Staffeln kein weiterer Dreh erfolgte.
John Rubinstein, der die Rolle des Sohnes Harrison K. Fox verkörpert, ist der Sohn des berühmten Pianisten Artur Rubinstein.
Die Rolle von Allison Ling wurde in der ersten Staffel durch Lydia Lei verkörpert, die in der zweiten Staffel durch Rue McClanahan ersetzt wurde. Beide Darstellerinnen sprach in der Synchronfassung die deutsche Schauspielerin und Synchronsprecherin Sabine Sebastian.

## Ausstrahlung
Die 35 Folgen und zwei Staffeln umfassende Serie wurde erstmals von 1984 bis 1986 in den Vereinigten Staaten von CBS ausgestrahlt. Wiederholungen erfolgten später im Rahmen von „Syndication“ im Kabelnetzwerk von CBN, heute Freeform.
Die deutsche Erstausstrahlung erfolgte ab dem 8. Januar 1987 donnerstags im Vorabendprogramm des ZDF mit Wiederholungen im Jahr 1988. Von 1991 bis 1997 erfolgten Wiederholungen auf den Privatsendern ProSieben und Vox sowie dem Bezahlfernsehsender  Premiere Sunset. Die letzten Ausstrahlungen im Fernsehen erfolgten von 2005 bis 2006 auf den Bezahlfernsehkanälen Serie und Filmfest von Premiere, dem Vorläufer von Sky Deutschland.
Der Fernsehfilm Der Schrecken von London, der bereits 1987 auf CBS lief und in dem Graham Chapman eine seiner letzten Rollen hatte, wurde in Deutschland erstmals am 6. November 1990 auf Sat.1 ausgestrahlt und in unregelmäßiger Wiederholung von 2003 bis 2005 auf dem Bezahlfernsehsender Premiere 1. Seitdem waren weder die Serie noch der Fernsehfilm in Deutschland zu sehen.
Im Vereinigten Königreich wurde die Serie letztmals im Jahr 2020 auf Great! TV gezeigt und in den Vereinigten Staaten im Jahr 2023 auf MeTV+ – nach über dreißig Jahren. Eine Veröffentlichung für den Heimvideomarkt auf DVD-Video, Blu-ray Disc oder als Streaming-Angebot existiert bislang nicht (Stand: Juni 2025).

## Episodenliste
Die Folgen Motor Homicide und The Geronimo Machine der ersten Staffel wurden im deutschen Sprachraum nicht ausgestrahlt.

### Staffel 1
(nach US-Ausstrahlung sortiert)
| Nr. (ges.) | Nr. (St.) | Deutscher Titel                 | Originaltitel            | Erstausstrahlung USA | Deutschsprachige Erstausstrahlung (D) | Regie             | Drehbuch                   |
| ---------- | --------- | ------------------------------- | ------------------------ | -------------------- | ------------------------------------- | ----------------- | -------------------------- |
| 1          | 1         | Auf leisen Sohlen (Pilotfilm)   | Pilot                    | 30. Dez. 1984        | 8. Jan. 1987                          | Gary Nelson       | John Baskin, Frank Cardea  |
| 2          | 2         | Sein letzter Wille              | Turn Of The Century Fox  | 6. Jan. 1985         | 15. Jan. 1987                         | Paul Krasny       | Roger Shulman, John Baskin |
| 3          | 3         | Reise ohne Wiederkehr           | Premium For Murder       | 13. Jan. 1985        | 22. Jan. 1987                         | Paul Krasny       | Roger Shulman, John Baskin |
| 4          | 4         | Bis daß der Tod uns scheidet... | ...Till Death Do Us Part | 20. Jan. 1985        | 29. Jan. 1987                         | Stuart Margolin   | Roger Shulman, John Baskin |
| 5          | 5         | -                               | Motor Homicide           | 3. Feb. 1985         | -                                     | William Asher     | Roger Shulman, John Baskin |
| 6          | 6         | Ein pathologischer Fall         | Wanted Dead and Alive    | 17. Feb. 1985        | 5. März 1987                          | Paul Krasny       | Roger Shulman, John Baskin |
| 7          | 7         | Blütenmuster                    | Bum Tips                 | 24. Feb. 1985        | 5. Feb. 1987                          | Stuart Margolin   | Roger Shulman, John Baskin |
| 8          | 8         | Romanze in Mull                 | Fox Hunt                 | 3. März 1985         | 12. März 1987                         | Stuart Margolin   | Roger Shulman, John Baskin |
| 9          | 9         | -                               | The Geronimo Machine     | 10. März 1985        | -                                     | Stuart Margolin   | Roger Shulman, John Baskin |
| 10         | 10        | Rätsel um Hollywood             | Fox in Wonderland        | 17. März 1985        | 19. März 1987                         | Paul Krasny       | Roger Shulman, John Baskin |
| 11         | 11        | Der Schnüffler an der Leine     | Fox and Hounds           | 24. März 1985        | 16. Apr. 1987                         | Charles Braverman | Roger Shulman, John Baskin |
| 12         | 12        | Der Sündenbock                  | Suitable for Framing     | 31. März 1985        | 19. Feb. 1987                         | Paul Krasny       | Roger Shulman, John Baskin |
| 13         | 13        | Ein todsicherer Plan            | The Man who cried Fox    | 7. Apr. 1985         | 26. Feb. 1987                         | Vincent McEveety  | Roger Shulman, John Baskin |

### Staffel 2
(nach US-Ausstrahlung sortiert)
| Nr. (ges.) | Nr. (St.) | Deutscher Titel            | Originaltitel                     | Erstausstrahlung USA | Deutschsprachige Erstausstrahlung (D) | Regie                   | Drehbuch                   |
| ---------- | --------- | -------------------------- | --------------------------------- | -------------------- | ------------------------------------- | ----------------------- | -------------------------- |
| 14         | 1         | Am hellichten Tag          | Eye in the Sky                    | 6. Okt. 1985         | 26. März 1987                         | Paul Krasny             | Roger Shulman, John Baskin |
| 15         | 2         | Finderlohn für eine Leiche | Sunday in the Park with Harry     | 13. Okt. 1985        | 2. Apr. 1987                          | Paul Krasny             | Roger Shulman, John Baskin |
| 16         | 3         | Klein, aber oho            | Requiem for a Fox                 | 20. Okt. 1985        | 9. Apr. 1987                          | Vincent McEveety        | Roger Shulman, John Baskin |
| 17         | 4         | Mord am letzten Loch       | Murder Is a Two Stroke Penalty    | 27. Okt. 1985        | 30. Apr. 1987                         | Don Weis                | Roger Shulman, John Baskin |
| 18         | 5         | Die Todessonate            | Fox in ¾ Time                     | 3. Nov. 1985         | 7. Mai 1987                           | Charles Braverman       | Roger Shulman, John Baskin |
| 19         | 6         | Der goldene Nagel          | Desert Fox                        | 10. Nov. 1985        | 14. Mai 1987                          | Vincent McEveety        | Roger Shulman, John Baskin |
| 20         | 7         | Der verhängnisvolle Irrtum | Some Day My Prints Will Come      | 1. Dez. 1985         | 21. Mai 1987                          | Paul Krasny, Carl Kugel | Roger Shulman, John Baskin |
| 21         | 8         | In der Höhle des Löwen     | If the Shoe Fits                  | 15. Dez. 1985        | 16. Juli 1987                         | Marc Daniels            | Roger Shulman, John Baskin |
| 22         | 9         | Auf Leben und Tod          | Is There a Fox in the House?      | 22. Dez. 1985        | 21. Juli 1987                         | Paul Krasny             | Roger Shulman, John Baskin |
| 23         | 10        | Und Buddha lächelt         | Year of the Fox                   | 29. Dez. 1985        | 9. Juli 1987                          | Michael Lange           | Roger Shulman, John Baskin |
| 24         | 11        | Die Rolle seines Lebens    | Fox and the Wolf                  | 5. Jan. 1986         | 4. Juni 1987                          | Paul Stanley            | Roger Shulman, John Baskin |
| 25         | 12        | Mordgeflüster              | Hearing Is Believing              | 15. Jan. 1986        | 23. Apr. 1987                         | Paul Krasny             | Roger Shulman, John Baskin |
| 26         | 13        | Goldfieber                 | Hyde-And-Seek                     | 22. Jan. 1986        | 25. Aug. 1988                         | Paul Krasny             | Roger Shulman, John Baskin |
| 27         | 14        | Die Spur führt nach Tobago | The Road to Tobago                | 29. Jan. 1986        | 11. Juni 1987                         | Paul Krasny             | Roger Shulman, John Baskin |
| 28         | 15        | Grüße aus dem Jenseits     | You Can’t Keep a Good Corpse Down | 5. Feb. 1986         | 11. Juni 1987                         | Marc Daniels            | Roger Shulman, John Baskin |
| 29         | 16        | Witwenträume               | The Fox Who Saw Too Much          | 12. Feb. 1986        | 15. Juni 1987                         | Paul Krasny             | Roger Shulman, John Baskin |
| 30         | 17        | Das geheimnisvolle Foto    | Just Another Fox in the Crowd     | 26. Feb. 1986        | 30. Juni 1988                         | Michael Vejar           | Roger Shulman, John Baskin |
| 31         | 18        | Die Stunde der Wahrheit    | Fox on the Range                  | 5. März 1986         | 11. Aug. 1988                         | Michael Caffey          | Roger Shulman, John Baskin |
| 32         | 19        | Nachbarschaftshilfe        | The Duke Is Dead                  | 5. Apr. 1986         | 7. Juli 1988                          | Reza Badiyi             | Roger Shulman, John Baskin |
| 33         | 20        | Plötzlich und unerwartet   | Rosie                             | 12. Apr. 1986        | 8. Aug. 1988                          | Marc Daniels            | Roger Shulman, John Baskin |
| 34         | 21        | Am Ende des Tunnels        | Dead on Arrival                   | 19. Apr. 1986        | 14. Juli 1988                         | Michael Lange           | Roger Shulman, John Baskin |
| 35         | 22        | Aufs falsche Pferd gesetzt | A Fox at the Races                | 3. Mai 1986          | 8. Sep. 1988                          | Sigmund Neufeld Jr.     | Roger Shulman, John Baskin |

### Fernsehfilm (1987)
- Der Schrecken von London (Still Crazy like a Fox)

## Synchronisation
Die deutsche Synchronisation erfolgte durch Arena Synchron in Berlin unter Dialogregie von Klaus von Wahl, nach dem Dialogbuch von Gerhard Vorkamp. Zu zwei Folgen liegt keine deutsche Synchronisationsfassung vor.
| Rolle             | Schauspieler             | Synchronsprecher |
| ----------------- | ------------------------ | ---------------- |
| Harry Fox         | Jack Warden              | Eric Vaessen     |
| Harrison Fox      | John Rubinstein          | Stefan Gossler   |
| Cindy Fox         | Penny Peyser             | Katja Nottke     |
| Joshua „Josh“ Fox | Robby Kiger              | Björn Schalla    |
| Allison Ling      | Lydia Lei Rue McClanahan | Sabine Sebastian |